# Cupa Balcanilor 1931
Cupa Balcanilor 1931 a fost o ediție neoficială a competiției la care au participat doar trei echipe: Bulgaria, Iugoslavia și Turcia. S-a jucat în perioada septembrie-octombrie 1931 (înainte ca ediția din 1929-1931 să se fi terminat) și a fost câștigată de Bulgaria, în trei meciuri, toate având loc la Sofia:
- Bulgaria 5:1 Turcia
- Turcia 2:0 Iugoslavia
- Bulgaria 3:2 Iugoslavia

| Țară       | M | V | E | Î | GM | GP | G  | PCT |
| ---------- | - | - | - | - | -- | -- | -- | --- |
| Bulgaria   | 2 | 2 | 0 | 0 | 8  | 3  | +5 | 6   |
| Turcia     | 2 | 1 | 0 | 1 | 3  | 5  | -2 | 3   |
| Iugoslavia | 2 | 0 | 0 | 2 | 5  | 7  | -2 | 0   |